# Lungtok
Lungtok (tibétain : ལུང་རྟོགས, Wylie : lung rtogs, né en 1962 au Tibet -) est un homme politique, judoka et karatéka tibétain.

## Carrière
Lungtok est né au Tibet. Il s'enfuit ensuite en l'Inde et fréquente le village d'enfants tibétains à Dharamsala.
Lungtok se rend au Japon pour la première fois en 1980. De 1980 à 1984, il étudie le bouddhisme au temple Naritasan Shinshoji et pratique en même temps des arts martiaux tels que le judo et le karaté.
De 1989 à 1996, il retourne au Japon et complète ses études à l'université de Takushoku, où il obtient un baccalauréat et une maîtrise,.
De 1996 à 2002, il est chargé de la protection du 14e dalaï-lama au ministère de la Sécurité publique à Dharamsala, une fonction qu'il assurera à nouveau de 2013 à 2014. A cette époque, il enseigne à ses collègues le judo et le karaté, qu'il a appris au Japon.
D'avril 2002 à février 2013, il travaille comme responsable culturel et d'information au Bureau de liaison du dalaï-lama pour le Japon et l'Asie orientale. Il revient au Japon en juin 2014. En août de la même année, il est nommé représentant du Bureau de liaison du dalaï-lama pour le Japon et l'Asie orientale, en remplacement de Lhakpa Tshoko.
Le 8 mai 2020, Tsewang Gyalpo Arya a été nommé représentant du Bureau de liaison du dalaï-lama pour le Japon et l'Asie orientale, en remplacement de Lungtok.